# Chiesa di San Vincenzo e Sant'Alessandro
La chiesa di San Vincenzo e Sant'Alessandro  è un luogo di culto cattolico che si trova a Ponteranica in via Leone XIII, nella parte più antica del paese, vi è conservato il polittico di Lorenzo Lotto del 1522.

## Storia
La prima notizia sulla presenza di una chiesa a Ponteranica, risale al 1342, quando sub porticu illorum de Misericordia  si tenne una riunione della congregazione della Misericordia, risulta infatti che la Schola della Madonna avesse un cappellano
Il 29 settembre 1418 il vescovo di Bergamo, Francesco Aregazzi, con un atto notarile stilato dal notaio 
Bartolomeo di Giovanni di Vianosa, concesse alla vicinia di Ponteranica l'autorizzazione alla costruzione di una chiesa per potersi separare da quella di san Pietro a Sorisole, consegnandone il titolo dei santi Vincenzo e Alessandro, già patroni di Bergamo, ottenendo anche il diritto di eleggerne il parroco.I fedeli si assunsero l'impegno di costruire la chiesa con companile e battistero, e di sostenere il clero che il vescovo vi avesse collocato, per questo il Doge di Venezia Francesco Foscari nel 1437 li esentò dal pagamento delle imposte così che potessero ultimarne la costruzione.
La chiesa venne costruita sopra un edificio preesistente come risulta dalla pavimentazione in cotto che si trova sotto la quota del presbiterio. Ancora visibile la data del 1473 sull'architrave di un portale esterno, poi murato, che dovrebbe indicare la data di consacrazione. Quando nel 1483 il vescovo nominò parroco don Antonio Bosoni, disattendendo i diritti dei parrocchiani, si creò un conflitto ta il vescovo e la parrocchia, che documentando i propri diritti riuscì a fare dimettere il canonico eleggendo parroco Bertolino Gavazzi di Poscante.
Per la costruzione della chiesa e dei suoi arredi vennero eletti dei sindaci che gestivano i legati e i crediti convocando l'assemblea della città. Nel 1539 la visita pastorale del vescovo Luigi Lippomano  descrive la chiesa come molto grande e bella, con due altari laterali dotati di icone dorate. In quella del 21 settembre 1575, san Carlo Borromeo oltre a indicare la chiesa come unita alla pieve di Seriate, la descrive dotata di diversi altari gestiti dalle relative congregazioni.

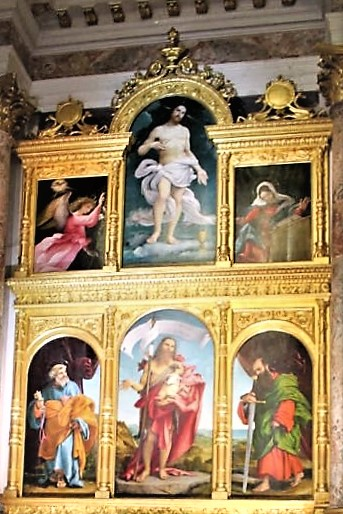
Polittico Lorenzo Lotto - Chiesa di san Vincenzo e sant'Alessandro

La facciata era adornata da affreschi che vennero cancellati su imposizione del vescovo Barbarigo nel 1659, forse raffiguravano unicamente simboli della Repubblica di Venezia. Nel 1760 fu realizzata l'abside centrale con la formazione del coro ligneo.
Fu l'architetto Antonio Cattò nel 1857 a riorganizzare l'interno della chiesa, l'abside prese luce con l'apertura di tre finestre ad arco ogivale, venne rifatta la copertura del tetto rimuovendone il precedente in legno e sostituendolo con la nuova copertura a volte e crociera, ponendo archi trasversali con semicolonne e lesene in finto marmo. Nel medesimo anno si costruì il campanile ad opera di Luigi Salvetti. Nel 1862 fu riposizionato l'organo dalla ditta Bossi riadattandolo alla nuova abside.
Si deve al XX secolo l'ampliamento della sagrestia, la pavimentazione del sagrato e il consolidamento del campanile.

## Descrizione

### Esterno
Sul grande sagrato in ciottolato, la cui pavimentazione è stata rinnovata nel 1993, sono presenti il Battistero o oratorio del Suffragio del XVIII secolo, la chiesa di San Pantaleone, che era la chiesa dei Disciplini costruita nel 1735 e la chiesa di san Vincenzo e sant'Alessandro che, edificata nel XV secolo ha mantenuto l'originario impianto a capanna con la grande facciata quattrocentesca in pietra a vista.
L'originario portale posto al centro della facciata della chiesa dei santi Vincenzo e Alessandro, contornato da conci bicromatici, è sormontato da una lunetta sfondata dove è posto lo stemma cardinalizio, ma che il parroco Tosini nella prima metà del XX secolo descrive avesse un affresco raffigurante la Madonna con i due santi a cui è intitolata la chiesa. L'affresco sarebbe stato strappato e posto su tela nella chiesa parrocchiale per permetterne la conservazione. Anche la facciata meridionale presentava affreschi quattrocenteschi andati perduti.
Sulla facciata si aprono due monofore con terminazione trilobate e un rosone strombato entrambi dotate di vetrate policrome con disegni astratti eseguite nel 1971. Cinque finestre della medesima fattura, sono poste sulle parti laterali della chiesa.

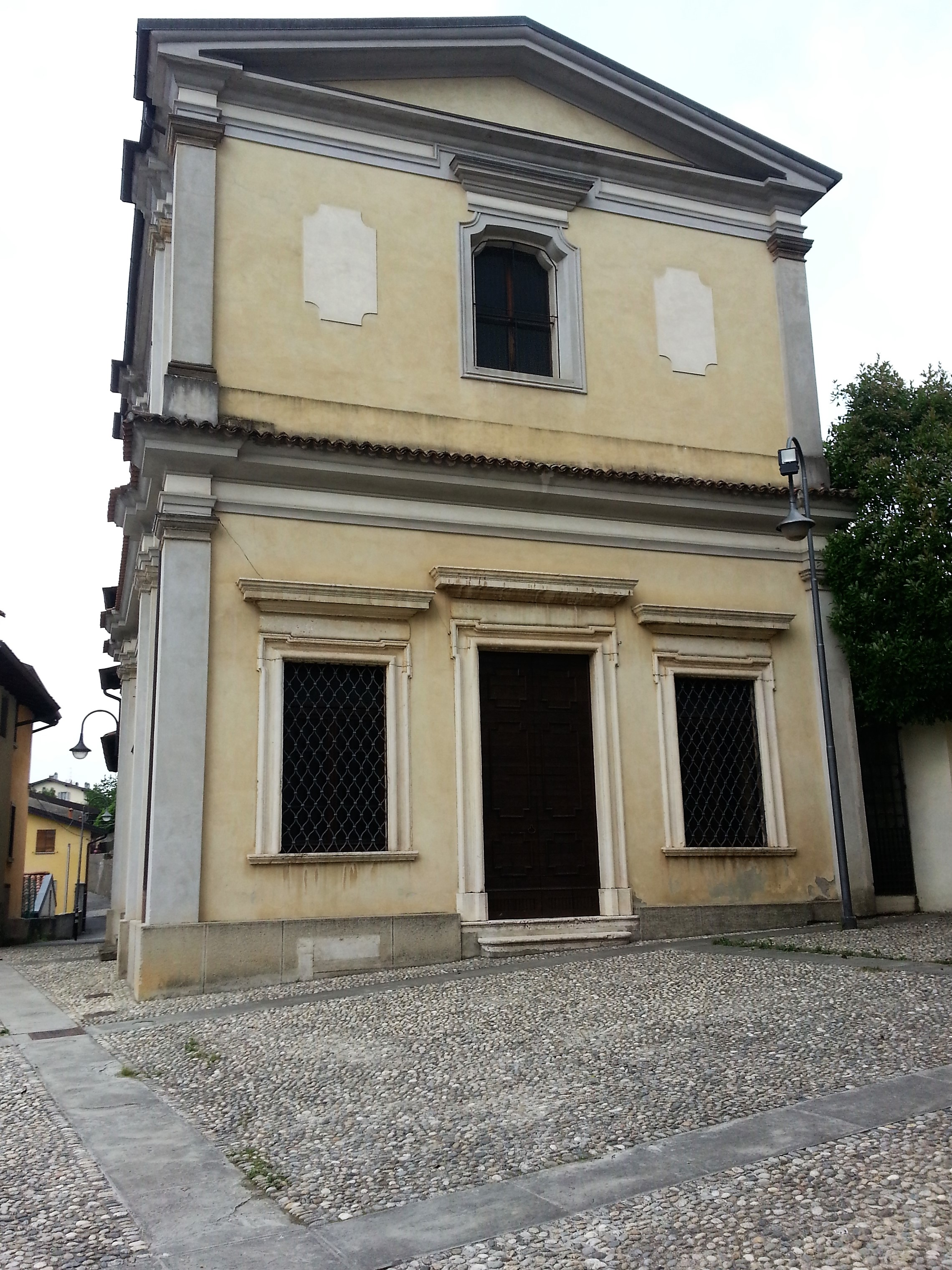
chiesa di San Pantaleone

### Interno
L'interno si presenta ad unica navata a pianta rettangolare, ma non come l'originale quattrocentesco. Il restauro del 1857 ci riporta una navata suddivisa in cinque campate con lesene a sesto acuto in stile neogotico terminanti a crociera e con capitelli che poggiano sull'alto basamento di pilastri in stucco lucido ad imitazione del marmo. Le campate a vela sono riccamente decorate. Ogni campata è adornata da una nicchia dove è presente una statua: San Francesco, un Ecce Homo sembra del quattrocento, sant'Anna con la Madonna, nella successiva la statua di sant'Antonio da Padova e per ultima la Pietà.

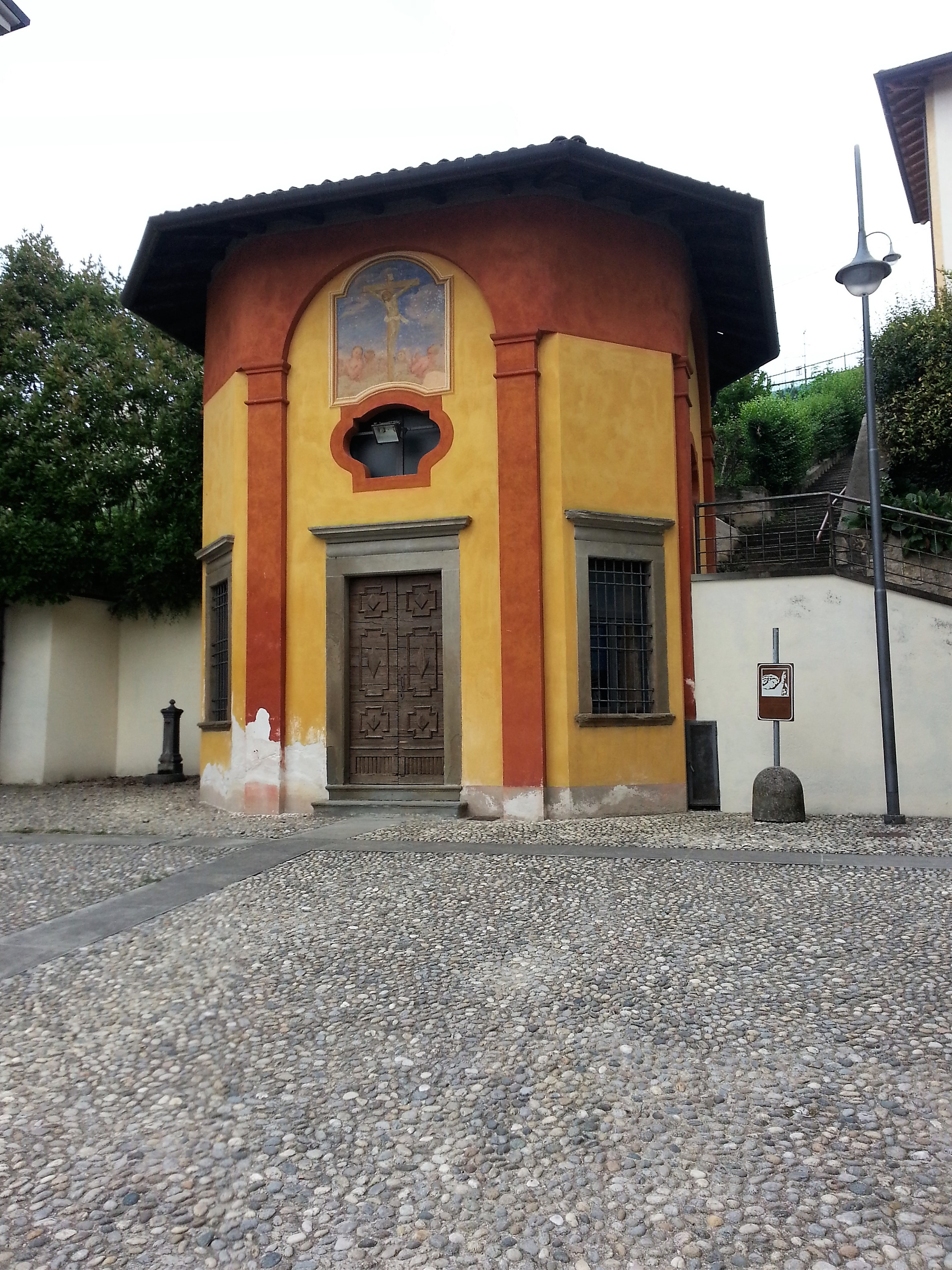
Battistero ex chiesa dei disciplini

Tre gradini e due balaustre, collegano la navata al presbiterio che si presenta a pianta rettangolare con la copertura da volta a crociera. Sul grande arco di accesso si trova un finto cartiglio sorretto da due angeli che reca la scritta DOM SS.MM. VINCENTIO ET ALEXANDERO DICATO eseguito nel 1897 in occasione della riconsacrazione della chiesa.
Sul presbiterio vi si trovano, oltre l'altare centrale, due laterali: in quello a sinistra è posizionato il polittico di Lorenzo Lotto e in quello di destra la statua della Madonna del rosario, mentre il coro è absidato e con la volta a catino.
L'altare maggiore posto dopo il Concilio Vaticano II in legno dorato, include il paliotto opera di Francesco Antonio Caniana del 1773.
A sinistra si trova il fonte battesimale in pietra risalente al XV secolo, mentre la coprifonte in rame è stata realizzata nel XX secolo. Ai due lati del presbiterio vi sono due altari, in quello di destra dedicato alla Madonna del Rosario, si trova una statua lignea addobbata con abiti dorati, in quello di sinistra l'ancona di Gian Francesco Fossati conserva il polittico di Lorenzo Lotto.
Al centro del presbiterio si trova l'altare maggiore in legno intagliato e dipinto dagli intarsiatori della famiglia Caniana. Il presbiterio termina con il coro ligneo del XVI secolo e tre grandi tele. La prima a sinistra è una Madonna col Bambino in gloria con san Sebastiano sant'Antonio san Rocco e san Carlo Borromeo opera di Carlo Ceresa firmata e datata 1648, la tela non era stata commissionata per questa chiesa ma per quella attigua dedicata a san Pantaleo. La tela centrale la Vergine Immacolata e i santi Alessandro, Vincenzo e Pantaleo opera di Giovanni Raggi, come risulta da un documento conservato nell'archivio parrocchiale datato 29 novembre 1765 che riporta una rata del pagamento della tela di 25 lire. La terza tela intitolata Madonna con Bambino in gloria, san Pantaleo e san Barnaba opera di Pietro Ronzelli è un'opera firmata e datata 1600.
La controfacciata presenta una grande bussola d'ingresso sempre in neogotico, così come i due ingressi minori laterali, ed è sormontata da una tela del seicento rappresentante l'Adorazione dei Re Magi. A sinistra una tela raffigurante Transito di san Giuseppe, e due dipinti sempre di autore anonimo che rappresentante san Vincenzo e sant'Alessandro. Sull'angolo a destra si trova una vasca in pietra, è il seicentesco sacrarium con la scritta MDC, sicuramente il luogo dove avvenivano i battesimi e dove veniva conservata l'acqua battesimale avanzata.

### Polittico del Lotto
Il polittico di Lorenzo Lotto, fu eseguito nel 1522 su commissione dei confratelli della scuola del Corpo di Cristo che lo vollero dedicato al Corpo di Cristo, a Giovanni battista e Giovanni evangelista, e che doveva essere ultimato per la Pasqua del 1522.  L'ancora dorata, che era già presente nel 1521, venne eseguita da Pietro Maffeis di Zogno. Il polittico è suddiviso in sei tavole che sono state restaurate nel 1902 e collocate in una nuova ancona realizzata da Giacomo Manzoni su disegno di Virginio Muzio.